# Phare de Scogli Porcelli
Le phare de Scogli Porcelli (en italien : Faro di Scogli Pocelli) est un phare situé sur les rochers de it:Scogli Porcelli (îles Égades), au large du port de Trapani. Il appartient à la commune de Favignana en mer Méditerranée, dans la Province de Trapani (Sicile), en Italie.

## Histoire
Le phare, construit en 1903, se trouve dans le canal de Sicile à plus de 5 km au large de Trapani. Le phare est entièrement automatisé et alimenté par une unité solaire. Il est géré par la Marina Militare.

## Description
La structure est trapue et massive et elle est inhabituelle pour les phares italiens. L'entrée se trouve au niveau de la première galerie en pierre très érodée. La tour a une deuxième galerie tout autour de la lanterne, qui peut être atteint par un escalier en colimaçon éclairé par trois fenêtres alignées et décorées par un cadre en pierre.
Le phare  se compose d'une tour cylindrique en pierre de 25 m de haut, avec double galerie et lanterne. Le bâtiment est non peint et le dôme de la lanterne est gris métallisé. Il émet, à une hauteur focale de 23 m, deux éclats blancs toutes les 10 secondes. Sa portée est de 11 milles nautiques (environ 20 km) e.
Identifiant : ARLHS : ITA-162 ; EF-3132 - Amirauté : E1968 - NGA : 10036 .

## Caractéristiques dufeu maritime
Fréquence : 10 secondes (W)
- Lumière : 1 seconde
- Obscurité : 1.5 secondes
- Lumière : 1 seconde
- Obscurité : 6.5 secondes

|                            |
| Îles Égades (localisation) |

### Lien connexe
- Liste des phares de la Sicile